# Kombone Mission
Kombone Mission est un village du Cameroun situé dans le département de la Meme et la Région du Sud-Ouest. Il fait partie de la commune de Mbonge.

## Population
Le village comptait 2 499 habitants (population autochtone + mission) en 1953, puis 2 243 en 1968, principalement des Bakundu, du groupe Oroko.
Lors du recensement national de 2005, la localité comptait 3 083 habitants.